# Hannes Hopf
Hannes Hopf (* 1968 in Eisenach; † Juli 2007 ebenfalls in Eisenach) war ein neo-dadaistischer Installationskünstler, Maler, Graphiker, Philosoph und deutschsprachiger Lyriker. Hannes Hopf arbeitete unter verschiedenen Pseudonymen wie beispielsweise „Rigel“. Er beging im Juli 2007 Suizid.
Nach einem Studium der Philosophie und Kunstwissenschaft in Leipzig und Berlin von 1991 bis 1998 widmete sich Hopf dem Neodadaismus in der Tradition von Marcel Duchamp. Herausragendes Kunstobjekt von Hopf wurde seine eigene Wohnung, in die er sich in selbstgewählter Isolation zurückzog und von den materiellen Dingen unserer Zeit im selbstgewählten Minimalismus lebte. Hopf vertrat die Ansicht, dass ein Künstler nur in Isolation und Abschottung existieren kann. In der ideologischen Nachfolge von Duchamp konzentrierte sich Hopf mehr und mehr auf die Ready-made-Philosophie (Objektkunst), nach der auch komplett unveränderte Gebrauchsgegenstände durch einen Künstler zum Kunstobjekt ernannt werden können allein aus der Tatsache heraus, dass der Künstler sie ausgewählt habe. 1995 begann Hannes Hopf seine Arbeiten zum „Schwarzen Raum“, die er bis zu seinem Tod fortsetzte, sowie an den „Crystal-Archiven“.
Hopf, der vor allem in den letzten Jahren seines Lebens unter psychischen Problemen litt und dagegen behandelt wurde, zerstörte viele seiner Installationen unmittelbar oder kurz nach ihrer Fertigstellung. Der nach seinem Tod gesicherte Nachlass muss daher als wenig repräsentativ angesehen werden.

## Ausstellungen
- 2007 Zentrum für Gegenwartskunst Eisenach

| Personendaten    | Personendaten                    |
| ---------------- | -------------------------------- |
| NAME             | Hopf, Hannes                     |
| KURZBESCHREIBUNG | deutscher dadaistischer Künstler |
| GEBURTSDATUM     | 1968                             |
| GEBURTSORT       | Eisenach                         |
| STERBEDATUM      | Juli 2007                        |
| STERBEORT        | Eisenach                         |